# Tui (Galicien)

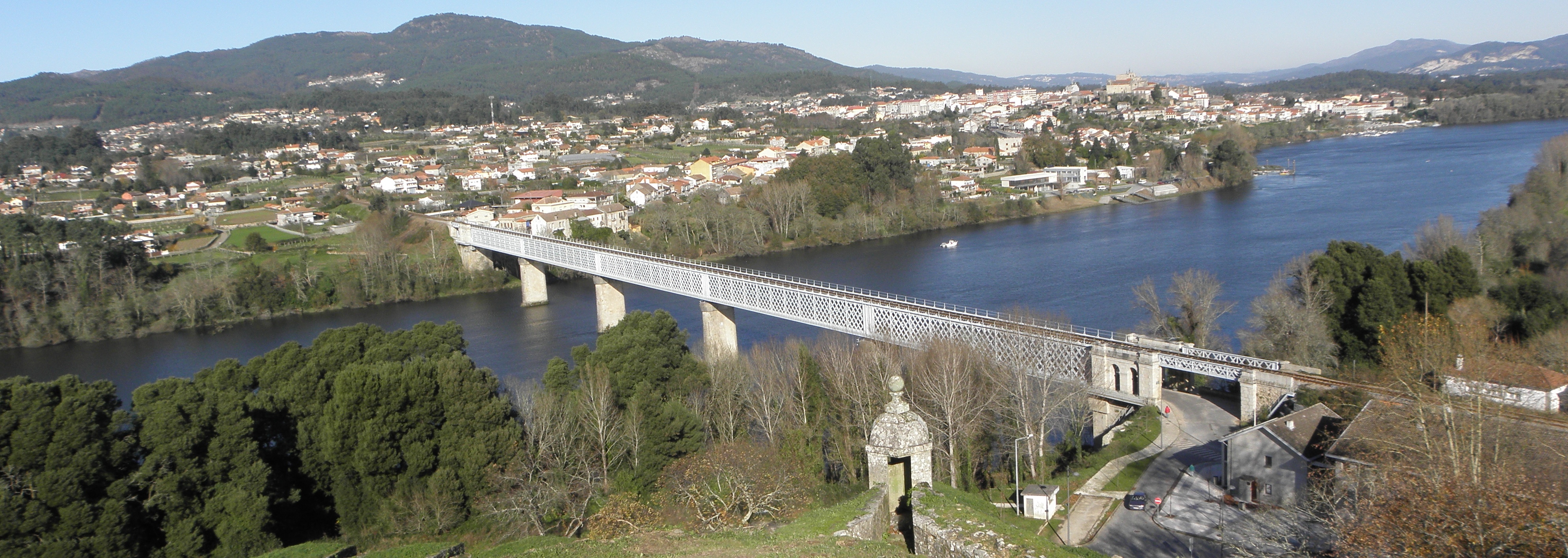
Eisenbahn- und Straßenbrücke über den Rio Miño

Tui (spanisch Tuy) ist eine spanische Grenzstadt zu Portugal im Süden der Autonomen Region Galicien.
Sie bildet auf Seiten Galiciens den wichtigsten Grenzübergang zu Portugal. Die Grenze verläuft im Fluss Rio Miño, an dessen rechtem Ufer die Stadt liegt.
Tui ist Sitz des römisch-katholischen Bistums Tui-Vigo.

## Geschichte
Beim Bau einer Autostraße wurden Spuren von menschlicher Besiedlung aus der Steinzeit (Altpaläolithikum) gefunden.
Während der Zeit der Westgoten residierte zu Beginn des 8. Jahrhunderts deren König Witiza in Tui. Anfang des 11. Jahrhunderts wurde die Stadt von den Wikingern angegriffen.

## Bevölkerungsentwicklung der Gemeinde
Legende: Tuy___Tui

## Gemeindegliederung
Die Gemeinde Tui ist in zwölf Parroquias gegliedert:
| Parroquias      | Patrozinium         | Einwohner 2024 | Fläche km² | Dichte Einw./km² | Höhe msnm | Ortskennzahl |
| --------------- | ------------------- | -------------- | ---------- | ---------------- | --------- | ------------ |
| Areas           | Santa Mariña        | 849            | 3,95       | 215              | 20        | 36055010000  |
| Baldráns        | Santiago            | 472            | 2,70       | 175              | 52        | 36055020000  |
| Caldelas de Tui | San Martiño         | 875            | 3,25       | 269              | 39        | 36055030000  |
| Guillarei       | San Mamede          | 1.901          | 7,19       | 264              | 89        | 36055040000  |
| Malvas          | Santiago            | 392            | 9,02       | 43               | 91        | 36055050000  |
| Paramos         | San Xoán            | 591            | 2,30       | 257              | 26        | 36055060000  |
| Pazos de Reis   | O Sagrario          | 1.168          | 4,26       | 274              | 51        | 36055070000  |
| Pexegueiro      | San Miguel          | 474            | 8,77       | 54               | 88        | 36055080000  |
| Randufe         | Santa María da Guía | 2.219          | 7,29       | 304              | 61        | 36055090000  |
| Rebordáns       | San Bartolomeu      | 1.227          | 9,61       | 128              | 86        | 36055100000  |
| Ribadelouro     | Santa Comba         | 879            | 8,31       | 106              | 27        | 36055110000  |
| Tui             | O Sagrario          | 6.280          | 1,35       | 4.652            | 40        | 36055120000  |

## Wirtschaft
| Ackerbau, Viehzucht und Fischerei                                                  | 0111  | 01.67  |
| Industrie                                                                          | 1.360 | 020,51 |
| Bauwirtschaft                                                                      | 0597  | 09,00  |
| Dienstleistungsbetriebe                                                            | 4.564 | 068,82 |
| Total                                                                              | 6.632 | 100,00 |
| * Daten aus dem Statistischen Amt für Wirtschaftliche Entwicklung in Galicien, IGE |       |        |

## Sehenswürdigkeiten
Tui verfügt über eine sehenswerte Altstadt, verschiedene Kirchen, Klöster und Museen wie:
- Kathedrale Santa María
- San Bartolomé de Rebordáns
- Kloster Santo Domingo
- Kirche San Francisco
- Kapelle San Telmo
- Klarissenkloster
- Diözesanmuseum

Wichtige Gebäude, wie beispielsweise das ehemalige städtische Theater, sind verfallen. Überwiegend macht die Altstadt dennoch einen sehr gepflegten Eindruck.
Auf der gegenüberliegenden Seite des Grenzflusses Miño liegt – in der großen Bastion eingeschlossen – die korrespondierende portugiesische Grenzstadt Valença.

## Verkehr
Über die Autovía A-55 und die Autopista AP-9 ist Tui an das spanische Fernstraßennetz angebunden. Ferner ist Tui mit dem spanischen Eisenbahnnetz verbunden.

## Städtepartnerschaft
- Im April 2013 wurde der Städtepartnerschaftsvertrag mit der westfälischen Stadt Versmold unterzeichnet.[7] Versmold hat rund 21.500 Einwohner und gehört dem Kreis Gütersloh an.

## In Tui geboren
- Francisco Sanches (1550–1623), Philosoph und Arzt
- José Calvo Sotelo (1893–1936), Politiker und Minister
- Gustavo Rodríguez (* 1979), Radsportler